# Mistrzostwa Azji w Piłce Siatkowej Kobiet 1989
V Mistrzostwa Azji w piłce siatkowej kobiet odbyły się w 1989 roku w Hongkongu. W mistrzostwach wystartowało 10 reprezentacji. Mistrzem została reprezentacja Chin - po raz trzeci w historii. W mistrzostwach zadebiutowała reprezentacja Korei Północnej.

## Klasyfikacja końcowa
| Miejsce | Reprezentacja    |
| ------- | ---------------- |
|         | Chiny            |
|         | Korea Południowa |
|         | Japonia          |
| 4.      | Chińskie Tajpej  |
| 5.      | Korea Północna   |
| 6.      | Tajlandia        |
| 7.      | Australia        |
| 8.      | Hongkong         |
| 9.      | Indonezja        |
| 10.     | Makau            |